# Quebracho Herrado
Quebracho Herrado es una localidad situada en el departamento San Justo, provincia de Córdoba, Argentina.
Dista de la Ciudad de Córdoba en 238 km.

## Historia
A principios del siglo XIX, entre los pajonales y arbustos espinosos que conformaban todo el interior de la Argentina, en la huella de carretas que unía la Ciudad de Córdoba con el pueblo de Santa Fe sobresalía un montecito de quebrachos. En el más alto, que se utilizaba como referencia para delimitar las provincias de Córdoba y Santa Fe, se había clavado un hierro en el tronco. De ahí viene el nombre de Quebracho Herrado.
En 1816 el Gobierno de Buenos Aires creó allí el Fuerte Posta, después llamado Fuerte Posta de Quebracho Herrado.
A 15 km al sur de la zona en donde actualmente se encuentra emplazada la comuna, el día 28 de noviembre de 1840 se libró la batalla de Quebracho Herrado entre el ejército unitario (4200 hombres, al mando de Juan Lavalle), y el ejército federal (6400 hombres, que incluían a unos mil indígenas, al mando del expresidente uruguayo Manuel Oribe), siendo vencedor este último.
Como pocos años después los sucesores de los unitarios tomaron el poder en la Argentina, se ensalzó la figura de Lavalle, por lo que el sitio de la batalla se llamó desde entonces Campo Lavalle.

## Población
Cuenta con 432 habitantes (Indec, 2022), lo que representa un incremento del 15,5% frente a los 364 habitantes (Indec, 2010) del censo anterior.
| Gráfica de evolución demográfica de Quebracho Herrado entre 1991 y 2022 |
|                                                                         |
| Fuente: Censos nacionales del INDEC                                     |

## Economía
La principal actividad económica es la agricultura seguida por ganadería, siendo los principales cultivos la soja y el maíz.
La producción láctea y el turismo también tienen relevancia en la economía local.
Existen en la localidad un dispensario, una escuela primaria, una escuela secundaria, una escuela secundaria para adultos, un puesto policial y un edificio comunal en el cual se efectúan gran parte de las funciones administrativas.

## Clima
[cita requerida]El clima es templado con estación seca, registrándose una temperatura media anual de 25 °C aproximadamente. En invierno se registran temperaturas inferiores a 0°, y superiores a 35° en verano.
El régimen anual de precipitaciones es de aproximadamente 800 mm.